# Alexandru Nicolescu
Pour les articles homonymes, voir Nicolescu.
Alexandru Nicolescu (né le 8 juillet 1882, Tulgheș, comté de Ciuc, Transylvanie, Empire austro-hongrois – mort le 5 juin 1941 , Blaj, Transylvanie, Roumanie) a été un métropolite gréco-catholique roumain.

## Biographie
Alexandru Nicolescu est né le 8 juillet 1882, à Tulgheș, dans le comté de Ciuc, actuellement dans le județ de Harghita.
Il a étudié à Reghin, à Blaj et à Rome, où il a obtenu le doctorat en théologie. Il a été professeur à l’Académie théologique de Blaj. Pendant la Première Guerre mondiale, Alexandu Nicolescu a refusé de signer la Déclaration de loyauté demandée par les autorités de l’Empire austro-hongrois et pour cela il a été considéré traître par ces autorités.
En 1922, Alexandru Nicolescu a été élu évêque de Lugoj. En sa qualité de sénateur de droit dans le Parlement roumain, il a défendu courageusement les droits de l’Église grecque-catholique roumaine, ainsi que les principes de la morale chrétienne.
Après 13 ans d’épiscopat à Lugoj, Alexandru Nicolescu fut élu métropolite de l’Église roumaine unie à Rome, ayant le siège à Blaj. Son installation a eu lieu le 19 avril 1936.
En 1940, en sa qualité de membre du Conseil de couronne, au problème du Diktat de Vienne, Alexandru Nicolescu a refusé signer l’accord du rapt territorial de la Transylvanie du Nord demandé par la Hongrie horthyste et imposé par l’Allemagne nazie et l’Italie fasciste.

## Varia
En 1936, Alexandru Nicolescu a consacré l’Église de l’Annonciation de Târgu Mureș, qu’il avait fondée, ainsi que l’Église de l’Annonciation de Brașov.

## L’œuvre
- Adevăruri eterne. Meditații, predici, conferințe, cuvântări ocazionale, Blaj, 1915, IV + 235 pages ;
- Teologia Morală, Vol.I. Principii, Blaj 1918, VIII+504 pages ;
- Dumnezeu în natură, Lugoj 1923, 42 pages ;
- Natura, Lugoj, 1925, 72 pages ;
- Stropi de rouă, Povețe sufletești..., Lugoj, 1929, 232 pages ;
- Familia, Lugoj, 1934, 67 pages ;
- Sfinții și animalele, Blaj, 1939, 71 pages.

### Autres études et articles
- Alexandu Nicolescu a publié plus de 200 études et articles dans :
  - "Unirea" (de Blaj),
  - "Cultura Creștină" (de Blaj),
  - "Răvașul" (de Cluj),
  - "Sionul Românesc" (de Lugoj),
  - "Observatorul" (de Beiuș).
- Discours, pastorale.

### Traductions
- Predicile de advent ale lui Bourdaloue, traductions de l’original français, Blaj, 1920, 288 pages ;
- Bruno Vercruysse, Noi meditații și practice pe toate zilele anului (prelucrate din nou de Ioan Baptista Lohmann), Lugoj, 1927, 648 pages.